# میگل پالنسیا
میگل پالنسیا (انگلیسی: Miguel Palencia؛ زادهٔ ۲ ژانویهٔ ۱۹۸۴) بازیکن فوتبال اهل اسپانیا است.
از باشگاه‌هایی که او در آن بازی کرده‌، می‌توان به باشگاه فوتبال رئال مادرید سی، باشگاه فوتبال رئال مادرید و باشگاه فوتبال رئال مادرید کاستیا اشاره کرد.
پالنسیا همچنین در تیم‌های ملی فوتبال زیر ۱۶ سال اسپانیا و زیر ۱۷ سال اسپانیا بازی کرده‌است.